# Жезло
Жезло, скиптар или цептар (грч. σχήπτρον) је једна од владарских инсигнија монарха. Има такву снагу да је његово присуство могло мењати одсутног владара.
Жезло је палица од племенитог метала опточеног драгим камењем и бисерима која је на врху најчешће имала двоструки крст, понекад и обичан крст или пак љиљан.
Жезла су нераздвојни пратиоци владара како на фрескама тако и на новцу.
Поред напрсног крста и панагије, знак епископског достојанства је и жезло. Жезло се додељује архијереју на рукоположењу, као симбол власти и бриге за поверено му умно стадо.
На врху жезла је змија са две главе, као симбол мудрости, а између њих је крст. Овај крст на жезлу значи да архијереј у име и славу Христову напаса стадо. Свети Симеон Солунски каже: „Жезло које држи архијереј означава власт Светога Духа, укрепљење људи, снагу путеводитеља, али и да непокорне кажњава, а оне који су далеко да сабира себи."
Жезал се на грчком зове paterissa као знак очинског управљања паством. То је штап од дрвета или другог материјала (легура или сребро) са украсима, а у завршници са представом две змије које значе духовну мудрост архијереја. Жезло користи архијереј приликом богослужења. Симболичко значење: подсећа на Ароново жезло.